# Marquesado de Sot
El Marquesado de Sot es un título nobiliario español creado el 26 de junio de 1688 por el rey Carlos II a favor de Lucreccia Ladrón de Pallás y Silva, Señora de la baronía de Sot,V condesa de Sinarcas, etc

## Marqueses de Sot
|                                 | Titular                             | Periodo                |
| Creación por Carlos II          | Creación por Carlos II              | Creación por Carlos II |
| ------------------------------- | ----------------------------------- | ---------------------- |
| I                               | Lucrecia Ladrón de Pallás y Silva   | 1688-                  |
| .                               | .                                   |                        |
| .                               | .                                   |                        |
| Rehabilitación por Alfonso XIII |                                     |                        |
| IV                              | Vicente Trenor y Palavicino         | 1916-1929              |
| V                               | José María Trenor y de Arróspide    | 1951-2001              |
| VI                              | Luis Javier Trenor y Suárez de Lezo | 2001-                  |

## Historia de los Marqueses de Sot
- Lucrecia Ladrón de Pallás y Silva (n. en 1654), I marquesa de Sot, V condesa de Sinarcas (por fallecimiento sin sucesor de su hermana Mariana, IV condesa de Sinarcas), Vizcondesa de Chelva.

1. Casó con Miguel de Noroña y Silva, I duque de Linares, II marqués de Gouvernia, V conde de Linhares (este último no reconocido en Portugal). Sin descendientes.

Rehabilitado en 1916 por:
- Vicente Trenor y Palavicino (1906-1929), IV marqués de Sot.

1. Casó con Carmen Arróspide y Álvarez de Villamañán, IX marquesa de Serdañola. Le sucedió, en 1951, su hijo:

- José María Trenor y de Arróspide, V marqués de Sot, X marqués de Serdañola.

1. Casó con María del Pilar Suárez de Lezo y López Altamirano. Le sucedió, en 2001, su hijo:

- Luis Javier Trenor y Suárez de Lezo (n. en 1941), VI marqués de Sot. (en el Título de marqués de Serdañola sucedió su hermano  José María Trenor y Suárez de Lezo).

1. Casó con Rosa Michelena García.